# Platymantis mimula
Platymantis mimula é uma espécie de anfíbio da família Ranidae.
É endémica das Filipinas.
Os seus habitats naturais são: florestas secas tropicais ou subtropicais , florestas subtropicais ou tropicais húmidas de baixa altitude, regiões subtropicais ou tropicais húmidas de alta altitude, pastagens, plantações , jardins rurais e florestas secundárias altamente degradadas.